# Loralai
Loralai es una localidad de Pakistán, en la provincia de Baluchistán.

## Demografía
Según estimación 2010 contaba con 32.465 habitantes.